# Соната для виолончели соло (Лигети)
Соната для виолончели соло — одно из самых известных и значительных произведений венгерского композитора II половины XX века Дьёрдя Лигети, впервые публично исполненное только через тридцать лет после сочинения.

## История создания
В 1948 году Лигети заканчивал Музыкальную академию имени Ференца Листа в Будапеште. Он сочинил пьесу Dialogo для виолончели соло и подарил её своей сокурснице Annuss Virány, в которую был влюблён. Девушка приняла подарок, но никогда не исполняла пьесу. В 1953 году известная венгерская виолончелистка Вера Денеш попросила Лигети сочинить для неё произведение для виолончели соло. Лигети использовал Dialogo в качестве первой части этого произведения и сочинил его вторую часть Capriccio. Соната была представлена комиссии Союза композиторов Венгрии, однако, на публикацию и публичное исполнение Сонаты был наложен запрет, хотя было разрешено записать это произведение для радио. Сделанная Верой Денеш радиозапись так и не прозвучала в эфире. Впервые публично Соната в полном объёме прозвучала только 24 октября 1983 года в Париже в исполнении Манфреда Штильца.

## Состав произведения
В Сонате две части:
- Dialogo – Adagio, rubato, cantabile.

Сам композитор утверждал, что эта часть является диалогом между мужчиной и женщиной, написана она под сильным влиянием Золтана Кодаи в стиле венгерской народной песни.
- Capriccio – Presto con slancio.

Многие искусствоведы видят в данной части дань уважения 24 Capriccio для скрипки соло Никколо Паганини, которые Лигети любил с детства. Это подтверждал и сам композитор, он утверждал, что намеренно создавал технически сложное сочинение и отмечал влияние в Capriccio музыки Белы Бартока.

## Интересные факты
- С 2005 года Соната для виолончели стала произведением по выбору на квалификации и в первом туре Международного конкурса виолончелистов имени Мстислава Ростроповича в Париже.
- Вот что рассказывал о Сонате виолончелист Гавриил Липкинд[5] (его информация противоречит общепринятой версии):

«Я исполнял её для Дьёрдя Лигети. Он рассказал мне историю её создания: однажды, еще в молодости (композитору было 25 лет), он познакомился с замужней женщиной, которая была старше его, и влюбился в неё. Вернувшись домой, Дьердь написал пьесу для виолончели соло и назвал её «Диалог». Пиццикато в самом начале выражают, как ему хотелось добиться её внимания. А мелодию, открывающую пьесу, он позаимствовал из старинной венгерской песни. Спустя пять лет, в 1952 году, Лигети снова встретил эту женщину. На этот раз она ясно дала ему понять, что никакой надежды на продолжение отношений нет. Тогда он написал вторую часть. В неё он вложил всю бушевавшую в нем ярость. Так Лигети написал первое в истории музыки произведение для струнного инструмента, где применяется техника кластерного аккорда. Звуки из разных тональностей звучат почти одновременно. Много лет эта пьеса не исполнялась из-за её технической сложности. Вообще, это уникальное произведение: оно очень насыщено и технически, и эмоционально.»